# Piz Vial
Piz Vial är en bergstopp i Schweiz.   Den ligger i regionen Surselva och kantonen Graubünden, i den sydöstra delen av landet, 120 km öster om huvudstaden Bern. Toppen på Piz Vial är 3 168 meter över havet, eller 465 meter över den omgivande terrängen. Bredden vid basen är 3,6 km.
Terrängen runt Piz Vial är huvudsakligen bergig. Runt Piz Vial är det mycket glesbefolkat, med 5 invånare per kvadratkilometer.. Närmaste större samhälle är Disentis, 12,0 km nordväst om Piz Vial. 
Trakten runt Piz Vial består i huvudsak av gräsmarker.